# Ryan PT-22 Recruit
O Ryan PT-22 Recruit, a principal versão militar do Ryan ST, é uma aeronave de treinamento militar usada pelo United States Army Air Corps durante a Segunda Guerra Mundial para o treinamento primário de pilotos.

## Design e desenvolvimento
A fuselagem do PT-22 é uma estrutura monocoque simples, recoberta com lâminas de "alclad" de bitola espessa. As asas apresentam longarinas de abeto, nervuras de liga de alumínio, elementos de compressão de aço, com tecido de aeronave cobrindo a popa até a borda de fuga e folha de liga de alumínio cobrindo da borda de ataque à longarina. As asas têm 4° 10' de inclinação para trás, 3° de incidência e 4° 30' de diedro.
O sistema de combustível do PT-22 consiste em um único tanque montado à frente do cockpit dianteiro. O combustível é alimentado por gravidade ao carburador. O sistema de óleo é do tipo cárter seco, com todo o óleo armazenado em um tanque localizado na parte frontal do firewall na seção superior da fuselagem. Os flaps das asas são operados mecanicamente a partir de uma alavanca localizada no lado esquerdo de cada cabine. O compensador ajustável é fornecido por meio de uma aba de compensação do elevador controlável a partir de um volante montado no lado esquerdo de cada cabine. Em sua configuração original, a aeronave não estava equipada com sistema elétrico. Freios hidráulicos são fornecidos para cada roda, controláveis por meio dos pedais do leme em cada cabine.
Para simplificar a manutenção, as travas das rodas e carenagens do trem de pouso foram excluídas dos exemplares de produção.

## Histórico operacional
O PT-22 foi desenvolvido em 1941 a partir da série civil Ryan ST. Os anteriores PT-20 e PT-21 foram as versões de produção militar do Ryan ST-3 com um total de 100 unidades fabricadas. O PT-22 foi o primeiro treinador monoplano construído para o propósito do United States Army Air Corps. A rápida expansão do treinamento da tripulação em tempo de guerra exigiu novos treinadores, e o Ryan PT-22 foi encomendado em grande número. Chamado de ""Recruit"" ("Recruta"), ele entrou em serviço operacional com os EUA. Pedidos também foram feitos pela Holanda, mas nunca foram entregues porque a nação capitulou às forças do Eixo. O pequeno pedido de 25 ST-3s foi redirecionado para os Estados Unidos e redesenhado como PT-22A. Outro pedido também veio da Marinha dos Estados Unidos para 100 exemplares. A série PT foi amplamente utilizada durante os anos de guerra em escolas de pilotagem militares e civis, mas com o fim da guerra, foi aposentado da USAAF.
O Ryan PT-22 continua sendo uma aeronave da Segunda Guerra Mundial colecionável muito popular.

## Variants

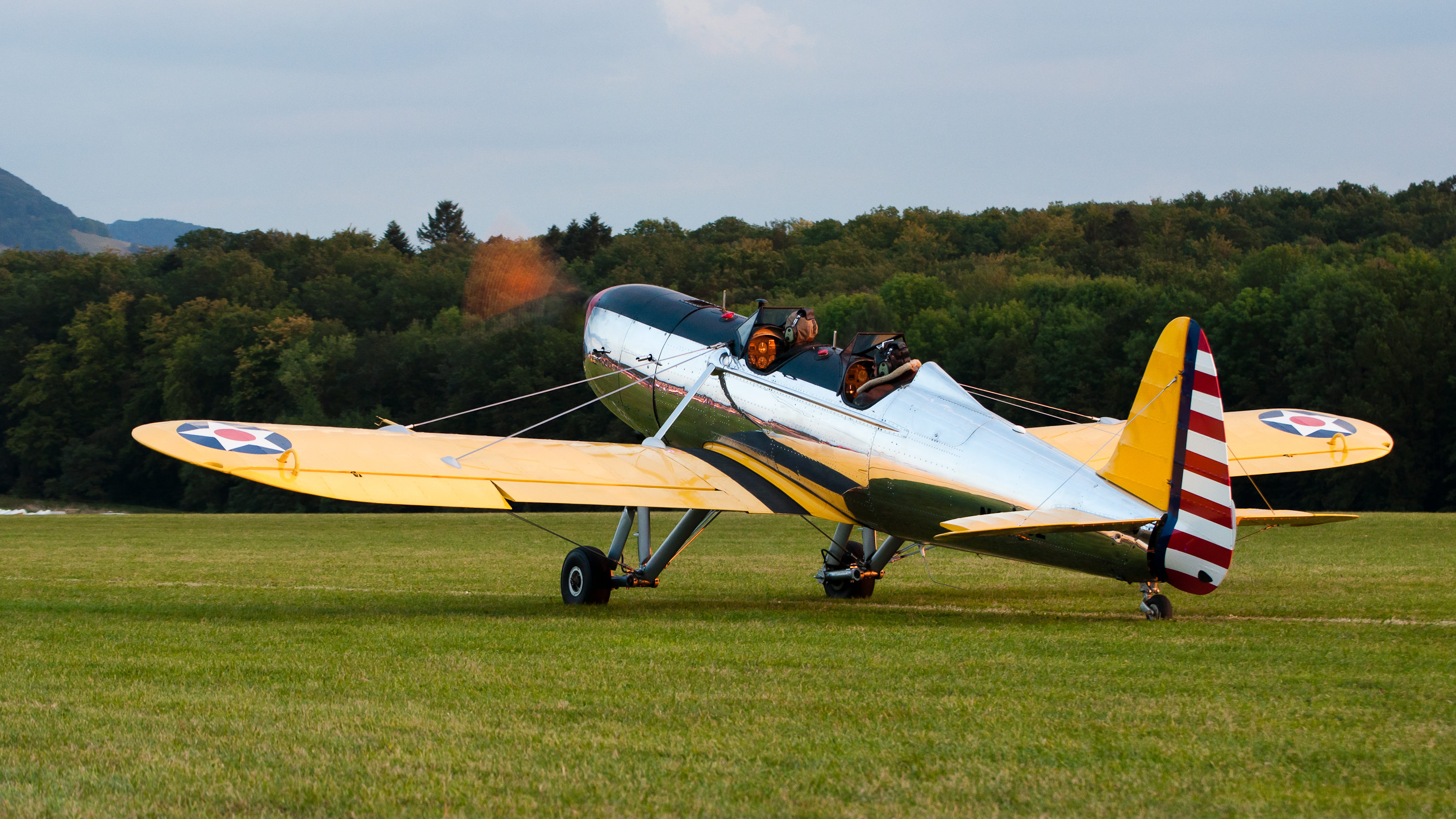
Um Ryan PT-22 Recruit.

PT-22Versão militar do Modelo ST.3KR movido por um 160 hp R-540-1, 1.023 construído.
PT-22Ahidroaviões modelo ST-3S com dois flutuadores encomendados pela Marinha da Holanda movidos por 160 hp Menasco D4B, pedido cancelado e concluído para o United States Army Air Corps com 160 hp R-540-1 motores, 25 construídos.
PT-22BProjeto não construído.
PT-22CPT-22s repotencializado com 160 hp R-540-3, 250 conversões.

## Operadores
China
 Equador
- Força Aérea Equatoriana

 USA
- United States Army Air Corps
- United States Army Air Forces

## Exemplares em exibição

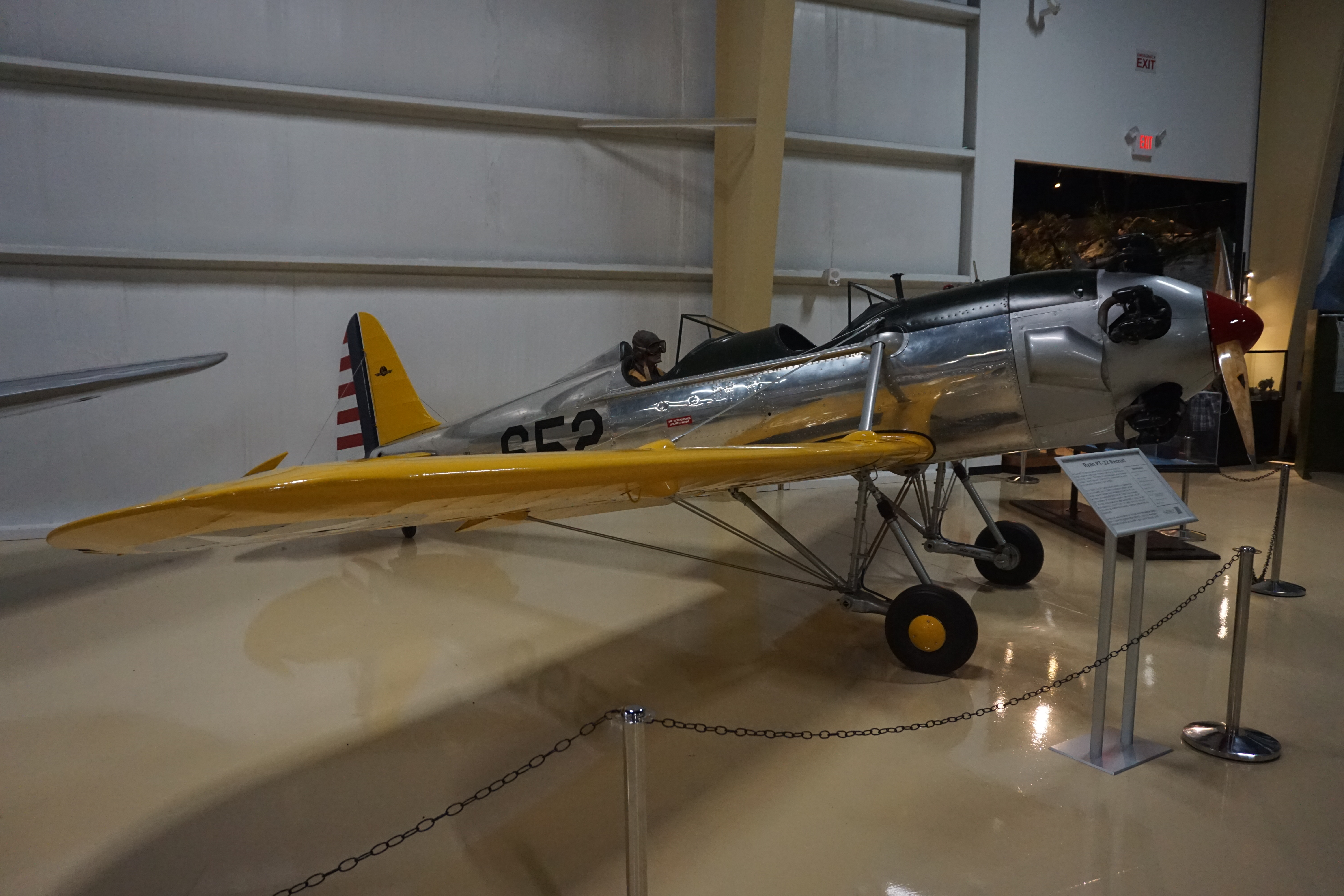
PT-22 em exibição no Air Zoo.

- 41-15329 - PT-22 em exibição no Air Combat Museum em Springfield, Illinois.[6][7]
- 41-15654 - PT-22 em exibição no Vintage Flying Museum em Fort Worth, Texas,[8][9] (aguardando reconstrução do motor).
- 41-15721 - PT-22 em exibição estática no Museu Nacional da Força Aérea dos Estados Unidos em Dayton, Ohio.[10][11]
- 41-20652 - PT-22 em exibição estática no Campus Principal do Air Zoo em Kalamazoo, Michigan.[12][13]
- 41-20952 - PT-22 em exibição estática no Evergreen Aviation & Space Museum em McMinnville, Oregon.[14][15]
- 41-21039 - PT-22 em exibição estática no Museu de Aviação em Warner Robins, Geórgia.[16]
- 42-57481 - PT-22A em exibição estática no Udvar-Hazy Center do National Air and Space Museum em Chantilly, Virginia.[17][18]
- 42-57492 - PT-22A armazenado no New England Air Museum em Windsor Locks, Connecticut.[19][20]

## Exemplares funcionais

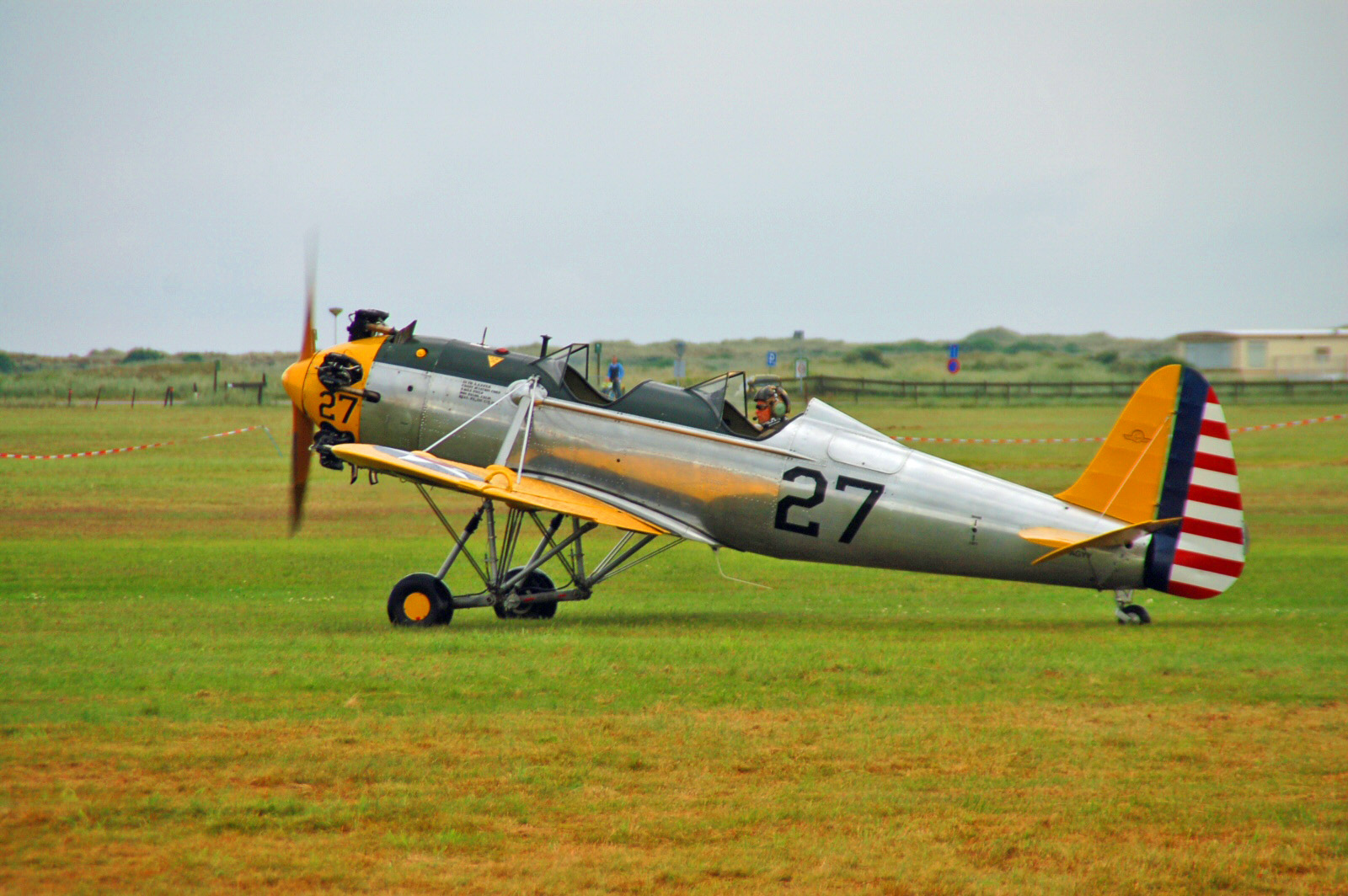
Um Ryan PT-22 em 2007.

Vários PT-22 permanecem em condições de voar em todo o mundo, já que a aeronave continua a ser um avião esportivo popular e um "warbird".
- 41-1902 - PT-22 em condições de aeronavegabilidade na Comemorativa da Força Aérea Minnesota Wing em South St. Paul, Minnesota.[21][22][23]
- c/n 1812 - ST-3KR em condições de aeronavegabilidade no Port Townsend Aero Museum em Port Townsend, Washington.[24][25][26]
- 41-20855 - PT-22 em condições de aeronavegabilidade com a Coleção Shuttleworth em Old Warden, Bedfordshire.[27][28] Esta fuselagem é o primeiro protótipo do PT-22 e é designada "001".

## Acidente com exemplar funcional
- 41-1964/N53018 - PT-22: O avião foi destruído em um acidente no domingo, 23 de fevereiro de 2020, perto da cidade de Beaulieu (Puy-de-Dôme) na França. O piloto e o passageiro morreram. Uma investigação foi iniciada pelo BEA e pela Gendarmerie des Transports Aériens (GTA).[29] O relatório da investigação do acidente constatou que o motor apreendeu devido a uma perda de óleo não detectada e o piloto perdeu o controle ao descer para fazer um pouso forçado.[30]

## Especificações (PT-22)
Dados de: "Pilots Flight Operating Instructions" e "The New Ryan"
Descrições gerais
- Tripulação: 2 aluno e piloto
- Capacidade: 250
- Comprimento: 6,90 m (23 ft)
- Envergadura: 9,17 m (30 ft)
- Altura: 2,18 m (7,2 ft)
- Área alar: 12,5 m² (135 ft²)
- Peso vazio: 593 kg (1 310 lb)
- Peso bruto (carregado): 844 kg (1 860 lb)
- Peso de decolagem: 844 kg (1 860 lb)

Motorização
- Número de motores: 1x
- Tipo do motor: Kinner R-540, 160 hp (119 kW)

Performance
- Velocidade máxima: 200 km/h (124 mph)
- Velocidade de cruzeiro (km/h): 160 km/h (99,4 mph)
- Alcance: 371 km (231 mi)
- Razão de subida: 3,6 m/s
- Tecto de serviço: 4 700 m (15 400 ft)
- Carga alar: 66 kg/m²